# باب الشيخ

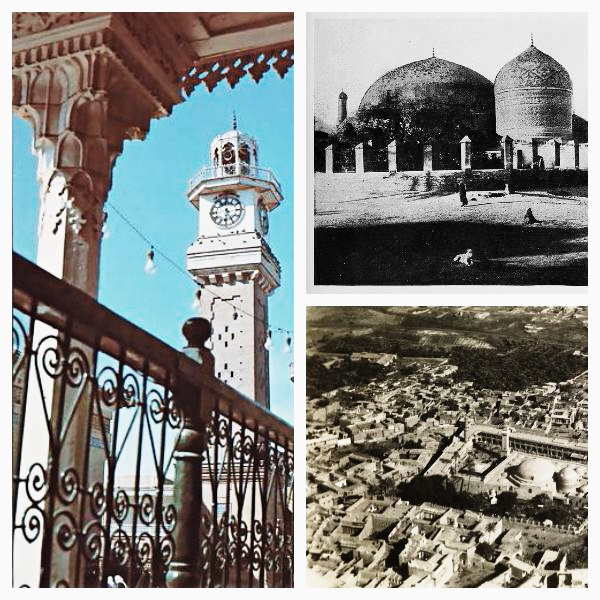
جامع الشيخ عبد القادر

باب الشيخ عبد القادر الجيلاني هي أحد مناطق العاصمة العراقية بغداد تقع في الجنوب الشرقي من المدينة في جانب الرصافة وهو الجانب الشرقي من بغداد. وتحتوي على العقود والمحلات التالية: عقد الحروب، وعقد الأغوان (الأفغان) وعقد الشيخ الألغي، وعقد القصاب خانة، وقهوة سلمان المزملة (المزنبلة)، وعقد العسلان، والقهوة أم النخلة، وعقد الشيخ رفيع، وعقد المطبخ، وعقد المندلاوي، وعقد فضوة عرب، وعقد الخناق، وعقد تكية القنديلجي، وعقد تكية البكري، وعقد الأكراد.
وكانت هذهِ المحلة تدعى مع محلة رأس الساقية وقسم من محلة المربعة بمحلة (باب الأزج)، حيث كان في شرقي محلة باب الشيخ مبنى باب الطلسم الذي كان يعرف بباب الحلبة، وهو أحد أبواب بغداد الشرقية، الذي ذكر بناؤه في عهد الخليفة العباسي المستظهر (1094-1118) وسمي بباب الحلبة لقربهِ من ميدان السباق الذي كان موضع الحلبة قبل إنشائه. وقد جدد الخليفة الناصر لدين الله أقساما منهُ ثم جدد باب الحلبة في عام 221هـ، وأنشأ برجا فوق الباب عرف أخيرا بباب الطلسم وهو نفس الباب الذي دخل منهُ السلطان مراد الرابع عند فتح بغداد في عام 1048هـ/ 1638م، فسمي ببرج الفتح، وبقي المبنى قائما إلى وقت دخول الإنكليز وسقوط بغداد حيث هدمه الجيش العثماني ونسفهُ عند خروجهِ من بغداد عام 1917 ، ويطلق لقب الشيخلي على كل من سكنها أو كانت جذوره تعود لها وهم أسر بغدادية معلومة .

## تاريخها

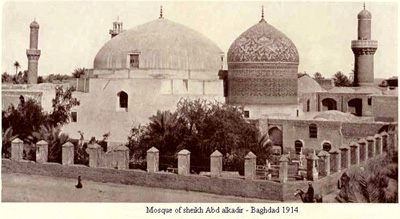
صورة مبنى الحضرة القادرية في عام 1914

صورة لمدينة بغداد وتظهر الحضرة القادرية وسط المساكن عام 1925

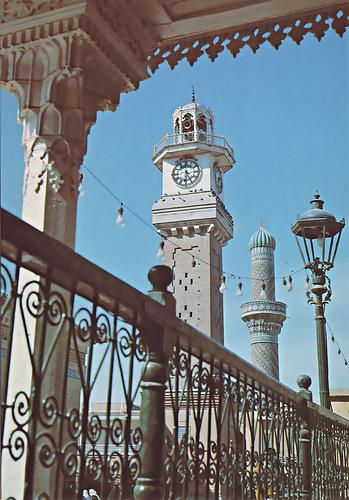
برج الساعة للحضرة القادرية في عام 1979

باب الشيخ هي التسمية التي تطلق على المحلة التي يقع فيها ضريح الشيخ عبد القادر الجيلاني الحسني في بغداد. يقع ضريح ومسجد الشيخ عبد القادر الجيلاني من جهة الرصافة من بغداد حيث أنها كانت تسمى باب الأزج لكن اسمها تغير إلى باب الشيخ نسبةً إلى الشيخ عبد القادر. وتعد الحضرة وهي مركز المحلة صرحاً معمارياً مهماً في بغداد، وقد سميت الساحة القريبة منه باسمه ساحة الكيلاني. وتضم الحضرة القادرية مسجداً وضريحاً ومكتبة تسمى المكتبة القادرية، وتضم هذه المكتبة عدة آلاف من نفائس المخطوطات في مختلف العلوم الإسلامية، فضلاً عن المطبوعات النادرة.
وتعتبر باب الشيخ من أهم محلات بغداد، حيث اكتسبت أهميتها من وجود الحضرة القادرية فيها التي كانت وما زالت مقصد الزوار من مختلف الدول. وكذلك أكتسبت أهميتها لأنها مقراً لنقابة الأشراف من ذرية الشيخ الجيلاني، وتوجد بالقرب من الحضرة الكثير من التكايا الصوفية ومن بينها تكية علي البندنيجي الواقعة في فضوة عرب، وكانت الحضرة القادرية في العهد العثماني مقراً للعديد من الانتفاضات ضد الولاة الظالمين حيث يتجمع الناس في الحضرة ويخرجون منها وهذا مشهور، وذكر ذلك في كتب ومؤلفات عباس العزاوي وعلي الوردي وعماد عبد السلام رؤوف وجمال الدين فالح الكيلاني. وكان في هذه المحلة دار النقيب التي هي لنقيب الأشراف من ذرية الشيخ عبد القادر الجيلاني.

## معالم محلة باب الشيخ
- مسجد الرواس، كان يقع بالقرب من شارع الكيلاني، وأسسه وشيدهُ السلطان عبد الحميد الثاني عام 1310هـ، وكانت فيهِ مدرسة وكان فيه قبر الشيخ محمد الرواس الذي يسمى المسجد بأسمهِ الذي توفى عام 1292هـ. ثم هدم المسجد من قبل أمانة العاصمة عام 1954م ونقلت رفاة الشيخ محمد الرواس إلى مقبرة جامع سيد سلطان علي.[3]
- دار النقيب و تُسمّى كذلك الدرگاه القادري، والدرگاه هو القصر.[4]
- مقبرة الشيخ الجيلاني، وتضم رفات الكثير من العلماء الأعلام ومنهم عدد من الشخصيات السياسية مثل: عبد المحسن السعدون، ورشيد عالي الكيلاني، وعبد الكريم المدرس، كامل الجادرجي، وغيرهم من أفراد العائلة الكيلانية.
- المدارس القديمة والحديثة ومنها مدرسة عاتكة خاتون، أو المدرسة الخاتونية، والمدرسة الفيلية التي أسسها جماعة من الأكراد عام 1946.
- توجد في المحلة بعض الحمامات البغدادية المشهورة ومنها: حمام المهدي، وحمام العقيب، وهو الحمام الخاص برياضي المحلة.
- ومن أشهر أصحاب محال بيع الحلويات في باب الشيخ الحاج جواد الشكرجي، والحاج كنش الشكرجي.